# Lisa Marie Presley
Lisa Marie Presley (01 tháng 2 năm 1968 – 12 tháng 1 năm 2023) là một ca sĩ-nhạc sĩ người Mỹ. Cô là con duy nhất của Elvis Presley và Priscilla Presley. Là người thừa kế duy nhất các bất động sản của cha cô, Presley là chủ sở hữu của Graceland, dinh thự Memphis, nơi cha cô đã ở, ngày nay là một điểm du lịch hấp dẫn. Cô đã có sự nghiệp lâu dài trong ngành kinh doanh âm nhạc và đã phát hành một số album và video.
Các thể loại nhạc cô thể hiện gồm nhạc rock, nhạc đồng quê, nhạc blues và dân ca.
Presley đã kết hôn 4 lần. Năm 1988, cô kết hôn với nhạc sĩ Danny Keough, 2 người có 1 trai và 1 gái. Sau đó cô kết hôn với ca sĩ nhạc pop Michael Jackson và một thời gian ngắn với nam diễn viên Nicolas Cage, trước khi kết hôn với nhà sản xuất âm nhạc Michael Lockwood, và là cha của 2 bé gái sinh đôi của cô. Trong năm 2010, họ chuyển đến 'Coe's Hall', Rotherfield, Đông Sussex, Anh.

## Danh sách đĩa nhạc

### Album phòng thu
| Tên                    | Chi tiết                                                                                              | Vị trí trên bảng xếp hạng | Vị trí trên bảng xếp hạng | Vị trí trên bảng xếp hạng | Vị trí trên bảng xếp hạng | Chứng nhận doanh số (Ngưỡng doanh số) |
| Tên                    | Chi tiết                                                                                              | US                        | GER                       | SWI                       | UK                        | Chứng nhận doanh số (Ngưỡng doanh số) |
| ---------------------- | --- | ------------------------- | ------------------------- | ------------------------- | ------------------------- | ------------------------------------- |
| To Whom It May Concern | - Ngày phát hành: 8 tháng 4 năm 2003 - Hãng đĩa: Capitol Records - Định dạng: CD, nhạc tải            | 5                         | 74                        | 86                        | 52                        | - US: Vàng                            |
| Now What               | - Ngày phát hành: 5 tháng 4 năm 2005 - Hãng đĩa: Capitol Records - Định dạng: CD, nhạc tải            | 9                         | —                         | 76                        | —                         |                                       |
| Storm & Grace          | - Ngày phát hành: 15 tháng 5 năm 2012 - Hãng đĩa: Universal Republic - Định dạng: CD, vinyl, nhạc tải | 45                        | —                         | —                         | —                         |                                       |

### Đĩa đơn
| Năm  | Đĩa đơn                             | Vị trí trên bảng xếp hạng | Vị trí trên bảng xếp hạng | Vị trí trên bảng xếp hạng | Vị trí trên bảng xếp hạng | Vị trí trên bảng xếp hạng | Vị trí trên bảng xếp hạng | Album                  |
| Năm  | Đĩa đơn                             | US AC                     | US Adult                  | US Pop                    | AUS                       | NZ                        | UK                        | Album                  |
| ---- | ----------------------------------- | ------------------------- | ------------------------- | ------------------------- | ------------------------- | ------------------------- | ------------------------- | ---------------------- |
| 2003 | "Lights Out"                        | —                         | 18                        | 34                        | 29                        | 28                        | 16                        | To Whom It May Concern |
| 2003 | "Sinking In"                        | —                         | —                         | —                         | —                         | —                         | —                         | To Whom It May Concern |
| 2005 | "Dirty Laundry"                     | 36                        | —                         | —                         | —                         | —                         | —                         | Now What               |
| 2005 | "Idiot"                             | —                         | —                         | —                         | —                         | —                         | —                         | Now What               |
| 2007 | "In the Ghetto" (với Elvis Presley) | —                         | —                         | —                         | —                         | —                         | —                         | Bài hát ngoài album    |
| 2012 | "You Ain't Seen Nothing Yet"        | —                         | —                         | —                         | —                         | —                         | —                         | Storm & Grace          |

"—" hiển thị phiên bản không vào bảng xếp hạng

### Video ca nhạc
| Năm  | Video                                    | Đạo diễn         |
| ---- | ---------------------------------------- | ---------------- |
| 2003 | "Lights Out"                             | Francis Lawrence |
| 2003 | "Sinking In"                             | Barnaby Roper    |
| 2005 | "Dirty Laundry"                          | Patrick Hoelck   |
| 2005 | "Idiot"                                  | Patrick Hoelck   |
| 2012 | "You Ain't Seen Nothing Yet"             | Dean Karr        |
| 2012 | "I Love You Because" (với Elvis Presley) |                  |
| 2013 | "Over Me"                                |                  |